# Salomón Chertorivski Woldenberg
Salomón Chertorivski Woldenberg, né le 28 septembre 1974 à Mexico, est un homme politique et économiste mexicain, ayant été Secretaire de la Santé de 2011 à 2012. 
Diplômé en Économie dans le grade de Master à l'Institut technologique autonome de Mexico, et en politique publique à l'Université de Harvard, il fut le coordinateur du Cabinet social du gouvernement de Michoacan, qui était à la tête du gouverneur Lazaro Cárdenas Batel. Par la suite, il fut nommé par l'ancien Président Felipe Calderón comme directeur général de Diconsa, et le 20 mars 2009 il devient le  Commissionnaire national de protection social en santé. 
Le 5 décembre 2012, le maire de Mexico, Miguel Ángel Mancera l'a désigné comme Secrétaire au développement économique du District fédéral.